# Zetima
Zetima 是日本藝能公司Up-Front Works旗下擁有的一間唱片公司。這個品牌的唱片是由史詩唱片日本負責發行。在日本以外的地區，這間公司最為人熟悉的是發行Hello! Project旗下成員的唱片，最受歡迎的包括早安少女組。另外，此公司亦曾經發行唱片的歌手包括平家充代、迷你早安（Mini Moni）和田村直美。

## 歌手和組合
直至2025年3月：
- 麻生詩織
- 椰果少女組。（ココナツ娘。）
- 鄉村少女組。（カントリー娘。）
- DEF.DIVA
- Earthshaker
- Flex Life
- GaGaalinG
- H.P. 全員（H.P.オールスターズ）
- HANGRY&ANGRY
- Hello! Project 洗牌組合
- 犬神馬戲團（犬神サーカス団）
- 加藤紀子
- 上沼恵美子
- KAN
- 松浦亞彌
- 哈密瓜紀念日（メロン記念日）
- 迷你早安（ミニモニ。）
- 森高千里
- 早安少女組。（モーニング娘。）
- Red Velvet
- 草娥
- 高橋愛
- 新垣里沙
- 龜井繪里
- 道重沙由美
- 田中麗奈
- 早安少女組。誕生10年紀念隊（モーニング娘。誕生10年記念隊）
- 中島卓偉
- 月島星璃 starring 久住小春（早安少女組。）（月島きらり starring 久住小春 (モーニング娘。)）
- 吉澤瞳
- 紺野朝美
- 矢口真里
- 中澤裕子
- 後浦夏美（後浦なつみ）
- Nyle
- 小早安（プッチモニ）
- 射亂Q（シャ乱Q）
  - 淳君
- 杉田二郎
- Romans
- ℃-ute
- Buono!
- T&Cボンバー
- 蒲公英(歌手組合)（タンポポ）
- W
- 湯原昌幸

## 外部連結
- Up-Front Works 官方網頁 （页面存档备份，存于）